# Цуканы
Цука́ны (также цекуны, цу́каны, цуканы́, рычи) — субэтнические группы русских, населявшие южные районы европейской части России — ряд уездов Воронежской, Курской, Орловской, Саратовской и других губерний. Начали формироваться с конца XVIII века во время переселения крепостных крестьян на новые земли из более северных районов в ходе освоения лесостепных и степных территорий южной России. Представляли собой разрозненные «островки» нового русского населения среди русских, осевших здесь ранее. Зачастую группы цуканов, в том или ином южнорусском районе различались между собой по происхождению, особенностям культуры, иногда по названию.
Обособлению субэтнических групп цуканов способствовали культурные, сословные и даже антропологические различия с окружавшим их основным массивом русских. Наиболее яркими отличиями были диалектные — цуканы являлись носителями цокающих говоров; эти отличия обусловили появление названия цуканов и объединили их разнородные группы вместе.
В XX веке происходил процесс нивелировки этнографических особенностей цуканов и слияние их с основным массивом русского населения, тем не менее, осознание принадлежности к данному субэтносу, некоторые черты культуры и даже цоканье в речи сохраняются в ряде южнорусских сёл до настоящего времени.
По вероисповеданию цуканы в основном православные, часть из них — старообрядцы.
«Цуканами» могли также называть некоторые группы саянов, в частности, саянов Старооскольского уезда Курской губернии, вероятно, из-за позднейшего искажения слова «саян», либо из-за особенностей произношения, так называемого «прицвакивания».

## Классификация
По территориальной классификации русских субэтносов, данной в монографии Института этнологии и антропологии РАН «Русские», цуканы отнесены к южной историко-культурной зоне (южнорусской этнографической группе), которая объединяется распространением акающих говоров южнорусского наречия и наличием ряда южнорусских особенностей в культуре (многодворные селения, наземные жилища, костюмный комплекс с понёвой и т. д.).
По классификации, опубликованной в работе В. С. Бузина и С. Б. Егорова «Субэтносы русских: проблемы выделения и классификации», в которой учитывается фактор происхождения, цуканы принадлежат к так называемым этнонимичным группам южнорусского населения, представляющим собой потомков ранних переселенцев в южнорусский регион. Основным фактором образования данных субэтнических групп был отрыв части русского населения со своей этнокультурной спецификой от своего основного массива и перемещение в области расселения русских с иной этнокультурной спецификой. В окружении, обладающем «общерусским» самосознанием, у таких групп, как правило, формировалось этнонимы, нередко негативно-оценочного характера, которые представляли собой клички-прозвища, данные им соседями. Со временем «прозвища» закреплялись в речи как соседей, так и самих представителей субэтносов, и становились общеупотребительными.

## Происхождение и история
Началом процесса формирования субэтнических групп цуканов принято считать начальный этап заселения южных территорий Европейской части России основным массивом русского этноса, главным образом, со второй половины XVIII века. Массовые миграции населения в южнорусские губернии в этот период были обусловлены тем, что границы России переместились далеко на юг и лесостепные и степные районы стали безопасными для жизни земледельцев, в особенности после ликвидации Крымского ханства. Основную часть русского переселенческого потока при этом составляли крепостные крестьяне, которых «выводили» в южные губернии помещики, получавшие здесь огромные земельные владения.
Основой для формирования цуканов стали группы крепостных крестьян, являвшихся носителями цокающих говоров. Их переселение из центральных губерний началось с 1760-х годов. В основном это были помещичьи и монастырские крестьяне. Данные группы крепостных крестьян расселялись на южнорусской территории так называемыми «островками», оказывавшимися в окружении как «общерусского» населения, так и иных южнорусских субэтнических групп, в частности, однодворцев. Являясь выходцами из разных губерний, цуканы сохраняли на новом месте расселения свои языковые, культурно-бытовые и другие особенности, связанные с районами их прежнего проживания. Данные особенности контрастировали с этнокультурными чертами окружающего цуканов местного населения, осевшего здесь ранее (кроме того, местные и переселенцы различались по сословной принадлежности и антропологическому типу). Это способствовало обособлению цуканов от основного массива русских и других субэтнических групп русского народа, и привело к формированию самосознания цуканами своей общности и дальнейшему закреплению их языковой и культурной специфики. Тем не менее, к началу XX века говоры цуканов начинали сливаться с теми или иными южнорусскими говорами окружающего их населения, утрачивая, в частности, цоканье. Постепенно сближались с чертами соседних групп русских и другие этнографические особенности цуканов.

## Ареал и современное положение
Наиболее многочисленная группа цуканов проживала в Воронежской губернии в бассейне реки Хворостань (Воронежский и Коротоякский уезды) — данная группа сформировалась преимущественно из крестьян Московской, Тульской, Калужской и Смоленской губерний. Кроме того, «островки» расселения цуканов были известны в Орловской, Курской, Саратовской и других южнорусских губерниях. Ряд групп цуканов при этом имел собственные названия. Так, например, цуканов Аткарского уезда Саратовской губернии мещёрского происхождения (из Пензенской губернии) называли рычи.
До настоящего времени бытуют названия носителей цокающих говоров мещёрского происхождения в сёлах Перещепное Котовского района и Краишево Еланского района Волгоградской области — цу́каны и цекуны. На своей исторической родине в их этногенезе принимали участие как славяне, так и мордва, чуваши, татары. В местах проживание цуканов в Волгоградской обл проходили солевые торговые пути и рядом располагался большой базар в Елане на которые приезжали не мало торгового люда с Востока и Кавказа, за счет чего, эти группы цуканов испытывали на себе влияние народов Прикаспия и Кавказа. Сохраняют осознание принадлежности к цуканам, некоторые культурно-бытовые отличия и особенности говоров жители ряда сёл в Воронежской и Липецкой областях. В то же время для большинства представителей цуканов характерна утрата субэтнического самосознания, диалектных особенностей и черт культуры, слияние с остальным русским населением.

## Этнографические особенности

### Антропологические черты
Исследователи южнорусского населения начала XX века помимо диалектных и культурных отличий цуканов от других русских субэтносов отмечали также отличия антропологического характера. Кроме того, различия в антропологическом типе, связанные с разными исходными районами проживания до переселения в южнорусские губернии, встречались и между разными группами цуканов. Так, Д. К. Зеленин отмечал, что воронежские цуканы отличались от соседних однодворцев-талагаев внешне — цуканы выделялись светло-русыми волосами, более высоким ростом и статностью, в то время как талагаи имели светлые волосы и плотное телосложение. Л. И. Некрасова характеризовала цуканов села Тресоруково Воронежской губернии следующим образом: «Народ высокий, стройный, широкоплечий, преимущественно очень смуглые брюнеты. В посадке головы, в разрезе длинных миндалевидных глаз есть что-то южное, египетское», а по отношению к талагаям она давала такую характеристику, как «…низкорослы, белобрысы и вообще внешней красотой не блещут».

### Диалектные черты
Наиболее яркой, общей для всех цуканов чертой, выделявшей их среди остального русского населения, была их языковая особенность — цоканье — неразличение звуков [ц] и [ч]: [цы]тать «читать», [цы]сто «чисто», [ц]удо «чудо», кала[ц] «калач», [ц]ена, ули[ц]а, оте[ц] и т. п. В редких группах цуканов отмечались говоры с чоканьем: [ч]ерква «церковь», [ч]апля «цапля», кури[ч]а «курица», [ч]етверг, кала[ч] и т. п. Наименование цуканов по особенностям их речи было дано им окружающим населением, вероятнее всего, однодворцами, жившими на южных территориях до появления здесь предков цуканов. Впоследствии это название стало общеупотребительным. Очень часто цоканье утрачивалось в речи цуканов под воздействием говоров соседних групп русских, а с XX века — под влиянием русского литературного языка, тем не менее, в некоторых сёлах цоканье сохраняется до сих пор.

### Другие особенности
Как и другие группы русского населения цуканы занимались в основном земледелием, но при этом значительное развитие у них получили также различные промыслы и ремёсла. Некоторые группы цуканов выделялись особенностями в одежде, так, например, отмечались различия в женской верхней рубахе у цуканов (с прямыми поликами, соединявшими полочку и спинку, пришитыми по основе ткани) и живших рядом с ними талагаев (с широкими рукавами, брыжами и косыми поликами). Для цуканов Воронежской губернии было характерно распространение архаичного женского головного убора — кички (с рогами, торчащими кверху), отсутствовавшего у их соседей. Относясь к монастырским и помещичьим крестьянам, выделялись цуканы также по сословному признаку.